# Temporada 2014 de la NFL
La temporada 2014 de la NFL fue la 95.ª edición de la National Football League, el principal campeonato de fútbol americano de Estados Unidos.
El partido de campeonato fue la Super Bowl XLIX, que se disputó en el Estadio de la Universidad de Phoenix el 1 de febrero de 2015. Los campeones fueron los New England Patriots, ganando el partido por un resultado de 28 a 24 frente a los Seattle Seahawks.

## Calendario
La temporada regular 2014 de la NFL se disputará a lo largo de 17 semanas. Cada equipo disputará 16 partidos y tendrá una fecha libre, enfrentando dos veces a sus tres rivales de división, una vez a cuatro equipos de otra división intraconferencia, una vez a cuatro equipos de otra división interconferencia, y a otros dos equipos de su conferencia que obtuvieron el mismo puesto en la temporada anterior.
Esta temporada, los partidos interdivisionales se programaron de la siguiente manera.
| Intraconferencia                                                                                              | Interconferencia                                                                                              |
| --- | --- |
| - AFC Este contra AFC Oeste - AFC Sur contra AFC Norte - NFC Este contra NFC Oeste - NFC Sur contra NFC Norte | - AFC Este contra NFC Norte - AFC Norte contra NFC Sur - AFC Sur contra NFC Este - AFC Oeste contra NFC Oeste |

El Estadio de Wembley de Londres (Reino Unido) albergó tres partidos: Miami-Oakland el 28 de septiembre, Atlanta-Detroit el 26 de octubre y Dallas-Jacksonville el 9 de noviembre. En tanto, Buffalo no jugó ningún partido en el Rogers Centre de Toronto (Canadá), a diferencia de las temporadas 2008 a 2013.

## Plantillas
El salario total por equipo se estableció en 133 millones de dólares, es decir 10 millones más que en 2013.
Entre los jugadores transferidos se destacan:
- Darrelle Revis (Tampa Bay → New England)
- Dominique Rodgers-Cromartie (Denver → Giants)
- Aqib Talib (New England → Denver)
- Alterraun Verner (Tennessee → Tampa Bay);
- Jairus Byrd (Buffalo → New Orleans)
- T. J. Ward (Cleveland → Denver);
- DeMarcus Ware (Dallas → Denver)
- Lamarr Houston (Oakland → Chicago)
- Willie Young (Detroit → Chicago)
- Michael Johnson (Cincinnati → Tampa Bay);
- Jared Veldheer (Oakland → Arizona)
- Branden Albert (Kansa City → Dolphins)
- Jason Hatcher (Cowboys → Washington)
- DeSean Jackson (Philadelphia → Washington)
- Steve Smith (Carolina → Baltimore)
- Eric Decker (Denver → Jets);
- Karlos Dansby (Arizona → Cleveland).

Las diez primeras selecciones en el draft de mayo fueron:
1. Jadeveon Clowney (Houston)
2. Greg Robinson (St. Louis)
3. Blake Bortles (Jacksonville)
4. Sammy Watkins (Buffalo)
5. Khalil Mack (Oakland)
6. Jake Matthews (Atlanta)
7. Mike Evans (Tampa Bay)
8. Justin Gilbert (Cleveland)
9. Anthony Barr (Minnesota)
10. Eric Ebron (Detroit)

## Resultados
Referencias:

### Por división
| AFC Este                | AFC Este | AFC Este | AFC Este | AFC Este | AFC Este | AFC Este | AFC Este | AFC Este |
| Equipo                  | V        | D        | E        | CTE      | Div      | Conf     | PF       | PC       |
| ----------------------- | -------- | -------- | -------- | -------- | -------- | -------- | -------- | -------- |
| New England Patriots(1) | 12       | 4        | 0        | .750     | 4–2      | 9–3      | 468      | 313      |
| Buffalo Bills           | 9        | 7        | 0        | .563     | 4–2      | 5–7      | 343      | 289      |
| Miami Dolphins          | 8        | 8        | 0        | .500     | 3–3      | 6–6      | 388      | 373      |
| New York Jets           | 4        | 12       | 0        | .250     | 1–5      | 4–8      | 283      | 401      |

| AFC Norte              | AFC Norte | AFC Norte | AFC Norte | AFC Norte | AFC Norte | AFC Norte | AFC Norte | AFC Norte |
| Equipo                 | V         | D         | E         | CTE       | Div       | Conf      | PF        | PC        |
| ---------------------- | --------- | --------- | --------- | --------- | --------- | --------- | --------- | --------- |
| Pittsburgh Steelers(3) | 11        | 5         | 0         | .688      | 4–2       | 9–3       | 436       | 368       |
| Cincinnati Bengals (5) | 10        | 5         | 1         | .656      | 3–3       | 7–5       | 365       | 344       |
| Baltimore Ravens (6)   | 10        | 6         | 0         | .625      | 3–3       | 6–6       | 409       | 302       |
| Cleveland Browns       | 7         | 9         | 0         | .438      | 2–4       | 4–8       | 299       | 337       |

| AFC Sur               | AFC Sur | AFC Sur | AFC Sur | AFC Sur | AFC Sur | AFC Sur | AFC Sur | AFC Sur |
| Equipo                | V       | D       | E       | CTE     | Div     | Conf    | PF      | PC      |
| --------------------- | ------- | ------- | ------- | ------- | ------- | ------- | ------- | ------- |
| Indianapolis Colts(4) | 11      | 5       | 0       | .688    | 6–0     | 9–3     | 458     | 369     |
| Houston Texans        | 9       | 7       | 0       | .563    | 4–2     | 8–4     | 372     | 307     |
| Jacksonville Jaguars  | 3       | 13      | 0       | .188    | 1–5     | 2–10    | 249     | 412     |
| Tennessee Titans      | 2       | 14      | 0       | .125    | 1–5     | 2–10    | 254     | 438     |

| AFC Oeste          | AFC Oeste | AFC Oeste | AFC Oeste | AFC Oeste | AFC Oeste | AFC Oeste | AFC Oeste | AFC Oeste |
| Equipo             | V         | D         | E         | CTE       | Div       | Conf      | PF        | PC        |
| ------------------ | --------- | --------- | --------- | --------- | --------- | --------- | --------- | --------- |
| Denver Broncos(2)  | 12        | 4         | 0         | .750      | 6–0       | 10–2      | 482       | 354       |
| Kansas City Chiefs | 9         | 7         | 0         | .750      | 3–3       | 7–5       | 353       | 281       |
| San Diego Chargers | 9         | 7         | 0         | .750      | 2–4       | 6–6       | 348       | 348       |
| Oakland Raiders    | 3         | 13        | 0         | .750      | 1–5       | 2–10      | 253       | 452       |

| NFC Este            | NFC Este | NFC Este | NFC Este | NFC Este | NFC Este | NFC Este | NFC Este | NFC Este |
| Equipo              | V        | D        | E        | CTE      | Div      | Conf     | PF       | PC       |
| ------------------- | -------- | -------- | -------- | -------- | -------- | -------- | -------- | -------- |
| Dallas Cowboys(3)   | 12       | 4        | 0        | .750     | 4–2      | 8–4      | 467      | 352      |
| Philadelphia Eagles | 10       | 6        | 0        | .625     | 4–2      | 6–6      | 474      | 400      |
| New York Giants     | 6        | 10       | 0        | .375     | 2–4      | 4–8      | 380      | 400      |
| Washington Redskins | 4        | 12       | 0        | .250     | 2–4      | 2–10     | 301      | 438      |

| NFC Norte            | NFC Norte | NFC Norte | NFC Norte | NFC Norte | NFC Norte | NFC Norte | NFC Norte | NFC Norte |
| Equipo               | V         | D         | E         | CTE       | Div       | Conf      | PF        | PC        |
| -------------------- | --------- | --------- | --------- | --------- | --------- | --------- | --------- | --------- |
| Green Bay Packers(2) | 12        | 4         | 0         | .750      | 5–1       | 9–3       | 486       | 348       |
| Detroit Lions(6)     | 11        | 5         | 0         | .688      | 5–1       | 9–3       | 321       | 282       |
| Minnesota Vikings    | 7         | 9         | 0         | .438      | 1–5       | 6–6       | 325       | 343       |
| Chicago Bears        | 5         | 11        | 0         | .313      | 1–5       | 4–8       | 319       | 442       |

| NFC Sur              | NFC Sur | NFC Sur | NFC Sur | NFC Sur | NFC Sur | NFC Sur | NFC Sur | NFC Sur |
| Equipo               | V       | D       | E       | CTE     | Div     | Conf    | PF      | PC      |
| -------------------- | ------- | ------- | ------- | ------- | ------- | ------- | ------- | ------- |
| Carolina Panthers(4) | 7       | 8       | 1       | .469    | 4–2     | 6–6     | 339     | 374     |
| New Orleans Saints   | 7       | 9       | 0       | .438    | 3–3     | 6–6     | 401     | 424     |
| Atlanta Falcons      | 6       | 10      | 0       | .375    | 5–1     | 6–6     | 381     | 417     |
| Tampa Bay Buccaneers | 2       | 14      | 0       | .125    | 0–6     | 1–11    | 277     | 410     |

| NFC Oeste            | NFC Oeste | NFC Oeste | NFC Oeste | NFC Oeste | NFC Oeste | NFC Oeste | NFC Oeste | NFC Oeste |
| Equipo               | V         | D         | E         | CTE       | Div       | Conf      | PF        | PC        |
| -------------------- | --------- | --------- | --------- | --------- | --------- | --------- | --------- | --------- |
| Seattle Seahawks(1)  | 12        | 4         | 0         | .750      | 5–1       | 10–2      | 394       | 254       |
| Arizona Cardinals(5) | 11        | 5         | 0         | .688      | 3–3       | 8–4       | 310       | 299       |
| San Francisco 49ers  | 8         | 8         | 0         | .500      | 2–4       | 7–5       | 306       | 340       |
| St. Louis Rams       | 6         | 10        | 0         | .375      | 2–4       | 4–8       | 324       | 354       |

### Por conferencia

#### AFC
| AFC                           | AFC                  | AFC                 | AFC                 | AFC                 | AFC                 | AFC                 | AFC                 | AFC                 | AFC                 | AFC                 | AFC                 | AFC                 |
| Pos                           | Equipo               | División            | PG                  | PP                  | PE                  | Div                 | Conf                | PF                  | PC                  | DP                  |                     |                     |
| Líderes de división           | Líderes de división  | Líderes de división | Líderes de división | Líderes de división | Líderes de división | Líderes de división | Líderes de división | Líderes de división | Líderes de división | Líderes de división | Líderes de división | Líderes de división |
| ----------------------------- | -------------------- | ------------------- | ------------------- | ------------------- | ------------------- | ------------------- | ------------------- | ------------------- | ------------------- | ------------------- | ------------------- | ------------------- |
| 1                             | New England Patriots | Este                | 12                  | 4                   | 0                   | 4–2                 | 9–3                 | 468                 | 313                 | 155                 |                     |                     |
| 2                             | Denver Broncos       | Oeste               | 12                  | 4                   | 0                   | 6–0                 | 10–2                | 482                 | 354                 | 128                 |                     |                     |
| 3                             | Pittsburgh Steelers  | Norte               | 11                  | 5                   | 0                   | 4–2                 | 9–3                 | 436                 | 368                 | 68                  |                     |                     |
| 4                             | Indianapolis Colts   | Sur                 | 11                  | 5                   | 0                   | 6–0                 | 9–3                 | 458                 | 369                 | 89                  |                     |                     |
| Wild cards                    |                      |                     |                     |                     |                     |                     |                     |                     |                     |                     |                     |                     |
| 5                             | Cincinnati Bengals   | Norte               | 10                  | 5                   | 1                   | 3–3                 | 7–5                 | 365                 | 344                 | 21                  |                     |                     |
| 6                             | Baltimore Ravens     | Norte               | 10                  | 6                   | 0                   | 3–3                 | 6–6                 | 409                 | 302                 | 107                 |                     |                     |
| Eliminados de la postemporada |                      |                     |                     |                     |                     |                     |                     |                     |                     |                     |                     |                     |
| 7                             | Houston Texans       | Sur                 | 9                   | 7                   | 0                   | 4–2                 | 8–4                 | 372                 | 307                 | 65                  |                     |                     |
| 8                             | Kansas City Chiefs   | Oeste               | 9                   | 7                   | 0                   | 3–3                 | 7–5                 | 353                 | 281                 | 72                  |                     |                     |
| 9                             | San Diego Chargers   | Oeste               | 9                   | 7                   | 0                   | 2–4                 | 6–6                 | 348                 | 348                 | 0                   |                     |                     |
| 10                            | Buffalo Bills        | Este                | 9                   | 7                   | 0                   | 4–2                 | 5–7                 | 343                 | 289                 | 54                  |                     |                     |
| 11                            | Miami Dolphins       | Este                | 8                   | 8                   | 0                   | 3–3                 | 6–6                 | 388                 | 373                 | 15                  |                     |                     |
| 12                            | Cleveland Browns     | Norte               | 7                   | 9                   | 0                   | 2–4                 | 4–8                 | 299                 | 337                 | –38                 |                     |                     |
| 13                            | New York Jets        | Este                | 4                   | 12                  | 0                   | 1–5                 | 4–8                 | 283                 | 401                 | –118                |                     |                     |
| 14                            | Jacksonville Jaguars | Sur                 | 3                   | 13                  | 0                   | 1–5                 | 2–10                | 249                 | 412                 | –163                |                     |                     |
| 15                            | Oakland Raiders      | Oeste               | 3                   | 13                  | 0                   | 1–5                 | 2–10                | 253                 | 452                 | –199                |                     |                     |
| 16                            | Tennessee Titans     | Sur                 | 2                   | 14                  | 0                   | 1–5                 | 2–10                | 254                 | 438                 | –184                |                     |                     |

#### NFC
| NFC                           | NFC                  | NFC                 | NFC                 | NFC                 | NFC                 | NFC                 | NFC                 | NFC                 | NFC                 | NFC                 | NFC                 | NFC                 |
| Pos                           | Equipo               | División            | PG                  | PP                  | PE                  | Div                 | Conf                | PF                  | PC                  | DP                  |                     |                     |
| Líderes de división           | Líderes de división  | Líderes de división | Líderes de división | Líderes de división | Líderes de división | Líderes de división | Líderes de división | Líderes de división | Líderes de división | Líderes de división | Líderes de división | Líderes de división |
| ----------------------------- | -------------------- | ------------------- | ------------------- | ------------------- | ------------------- | ------------------- | ------------------- | ------------------- | ------------------- | ------------------- | ------------------- | ------------------- |
| 1                             | Seattle Seahawks     | Oeste               | 12                  | 4                   | 0                   | 5–1                 | 10–2                | 394                 | 254                 | 140                 |                     |                     |
| 2                             | Green Bay Packers    | Norte               | 12                  | 4                   | 0                   | 5–1                 | 9–3                 | 486                 | 348                 | 138                 |                     |                     |
| 3                             | Dallas Cowboys       | Este                | 12                  | 4                   | 0                   | 4–2                 | 8–4                 | 467                 | 352                 | 115                 |                     |                     |
| 4                             | Carolina Panthers    | Sur                 | 7                   | 8                   | 1                   | 4–2                 | 6–6                 | 339                 | 374                 | –25                 |                     |                     |
| Wild cards                    |                      |                     |                     |                     |                     |                     |                     |                     |                     |                     |                     |                     |
| 5                             | Arizona Cardinals    | Oeste               | 11                  | 5                   | 0                   | 3–3                 | 8–4                 | 310                 | 299                 | 11                  |                     |                     |
| 6                             | Detroit Lions        | Norte               | 11                  | 5                   | 0                   | 5–1                 | 9–3                 | 301                 | 268                 | 33                  |                     |                     |
| Eliminados de la postemporada |                      |                     |                     |                     |                     |                     |                     |                     |                     |                     |                     |                     |
| 7                             | Philadelphia Eagles  | Este                | 10                  | 6                   | 0                   | 4–2                 | 6–6                 | 474                 | 400                 | 74                  |                     |                     |
| 8                             | San Francisco 49ers  | Oeste               | 8                   | 8                   | 0                   | 2–4                 | 7–5                 | 306                 | 340                 | –34                 |                     |                     |
| 9                             | New Orleans Saints   | Sur                 | 7                   | 9                   | 0                   | 3–3                 | 6–6                 | 401                 | 424                 | –23                 |                     |                     |
| 10                            | Minnesota Vikings    | Norte               | 7                   | 9                   | 0                   | 1–5                 | 6–6                 | 325                 | 343                 | –18                 |                     |                     |
| 11                            | New York Giants      | Este                | 6                   | 10                  | 0                   | 2–4                 | 4–8                 | 380                 | 400                 | –20                 |                     |                     |
| 12                            | Atlanta Falcons      | Sur                 | 6                   | 10                  | 0                   | 5–1                 | 6–6                 | 381                 | 417                 | –36                 |                     |                     |
| 13                            | St. Louis Rams       | Oeste               | 6                   | 10                  | 0                   | 2–4                 | 4–8                 | 324                 | 354                 | –30                 |                     |                     |
| 14                            | Chicago Bears        | Norte               | 5                   | 11                  | 0                   | 1–5                 | 4–8                 | 319                 | 442                 | –123                |                     |                     |
| 15                            | Washington Redskins  | Este                | 4                   | 12                  | 0                   | 2–4                 | 2–10                | 301                 | 438                 | –137                |                     |                     |
| 16                            | Tampa Bay Buccaneers | Sur                 | 2                   | 14                  | 0                   | 0–6                 | 1–11                | 277                 | 410                 | –133                |                     |                     |

## Postemporada

### Cuadro
|  | Ronda Wild Card | Ronda Wild Card     | Ronda Wild Card |   |                      | Ronda divisional     | Ronda divisional | Ronda divisional |              |              | Finales de conferencia | Finales de conferencia | Finales de conferencia |  |  | Super Bowl | Super Bowl | Super Bowl |
|  |                 |                     |                 |   |                      |                      |                  |                  |              |              |                        |                        |                        |  |  |            |            |            |
|  | 4 de enero      | 4 de enero          | 4 de enero      |   |                      | 11 de enero          | 11 de enero      | 11 de enero      |              |              |                        |                        |                        |  |  |            |            |            |
|  | 4 de enero      | 4 de enero          | 4 de enero      |   |                      | 11 de enero          | 11 de enero      | 11 de enero      |              |              |                        |                        |                        |  |  |            |            |            |
|  | 4 de enero      | 4 de enero          | 4 de enero      |   |                      | 11 de enero          | 11 de enero      | 11 de enero      |              |              |                        |                        |                        |  |  |            |            |            |
|  | 4 de enero      | 4 de enero          | 4 de enero      |   |                      | 11 de enero          | 11 de enero      | 11 de enero      |              |              |                        |                        |                        |  |  |            |            |            |
|  | 5               | Cincinnati Bengals  | 10              |   |                      | 11 de enero          | 11 de enero      | 11 de enero      |              |              |                        |                        |                        |  |  |            |            |            |
|  | 5               | Cincinnati Bengals  | 10              | 4 | Indianapolis Colts   | 24                   |                  |                  |              |              |                        |                        |                        |  |  |            |            |            |
|  | 4               | Indianapolis Colts  | 26              | 4 | Indianapolis Colts   | 24                   |                  |                  | 18 de enero  | 18 de enero  | 18 de enero            |                        |                        |  |  |            |            |            |
|  | 4               | Indianapolis Colts  | 26              | 2 | Denver Broncos       | 13                   |                  |                  | 18 de enero  | 18 de enero  | 18 de enero            |                        |                        |  |  |            |            |            |
|  |                 |                     |                 | 2 | Denver Broncos       | 13                   |                  |                  | 18 de enero  | 18 de enero  | 18 de enero            |                        |                        |  |  |            |            |            |
|  |                 |                     |                 |   |                      |                      |                  |                  | 18 de enero  | 18 de enero  | 18 de enero            |                        |                        |  |  |            |            |            |
|  | 3 de enero      | 3 de enero          | 3 de enero      | 4 | Indianapolis Colts   | 7                    |                  |                  |              |              |                        |                        |                        |  |  |            |            |            |
|  | 3 de enero      | 3 de enero          | 3 de enero      | 4 | Indianapolis Colts   | 7                    | 10 de enero      |                  |              |              |                        |                        |                        |  |  |            |            |            |
|  | 3 de enero      | 3 de enero          | 3 de enero      |   | 1                    | New England Patriots | 45               |                  |              |              |                        |                        |                        |  |  |            |            |            |
|  | 3 de enero      | 3 de enero          | 3 de enero      |   | 1                    | New England Patriots | 45               |                  |              |              |                        |                        |                        |  |  |            |            |            |
|  | 6               | Baltimore Ravens    | 30              |   |                      |                      |                  |                  |              |              |                        |                        |                        |  |  |            |            |            |
|  | 6               | Baltimore Ravens    | 30              | 6 | Baltimore Ravens     | 31                   |                  |                  |              |              |                        |                        |                        |  |  |            |            |            |
|  | 3               | Pittsburgh Steelers | 17              | 6 | Baltimore Ravens     | 31                   |                  |                  | 1 de febrero | 1 de febrero | 1 de febrero           |                        |                        |  |  |            |            |            |
|  | 3               | Pittsburgh Steelers | 17              | 1 | New England Patriots | 35                   |                  |                  | 1 de febrero | 1 de febrero | 1 de febrero           |                        |                        |  |  |            |            |            |
|  |                 |                     |                 | 1 | New England Patriots | 35                   |                  |                  |              | 1 de febrero | 1 de febrero           |                        |                        |  |  |            |            |            |
|  |                 |                     |                 |   |                      |                      |                  |                  |              | 1 de febrero | 1 de febrero           |                        |                        |  |  |            |            |            |
|  | 4 de enero      | 4 de enero          | 4 de enero      | 1 | New England Patriots | 28                   |                  |                  |              |              |                        |                        |                        |  |  |            |            |            |
|  | 4 de enero      | 4 de enero          | 4 de enero      | 1 | New England Patriots | 28                   | 11 de enero      |                  |              |              |                        |                        |                        |  |  |            |            |            |
|  | 4 de enero      | 4 de enero          | 4 de enero      |   | 1                    | Seattle Seahawks     | 24               |                  |              |              |                        |                        |                        |  |  |            |            |            |
|  | 4 de enero      | 4 de enero          | 4 de enero      |   | 1                    | Seattle Seahawks     | 24               |                  |              |              |                        |                        |                        |  |  |            |            |            |
|  | 6               | Detroit Lions       | 20              |   |                      |                      |                  |                  |              |              |                        |                        |                        |  |  |            |            |            |
|  | 6               | Detroit Lions       | 20              | 3 | Dallas Cowboys       | 21                   |                  |                  |              |              |                        |                        |                        |  |  |            |            |            |
|  | 3               | Dallas Cowboys      | 24              | 3 | Dallas Cowboys       | 21                   |                  |                  | 18 de enero  | 18 de enero  | 18 de enero            |                        |                        |  |  |            |            |            |
|  | 3               | Dallas Cowboys      | 24              | 2 | Green Bay Packers    | 26                   |                  |                  | 18 de enero  | 18 de enero  | 18 de enero            |                        |                        |  |  |            |            |            |
|  |                 |                     |                 | 2 | Green Bay Packers    | 26                   |                  |                  | 18 de enero  | 18 de enero  | 18 de enero            |                        |                        |  |  |            |            |            |
|  |                 |                     |                 |   |                      |                      |                  |                  | 18 de enero  | 18 de enero  | 18 de enero            |                        |                        |  |  |            |            |            |
|  | 3 de enero      | 3 de enero          | 3 de enero      | 2 | Green Bay Packers    | 22                   |                  |                  |              |              |                        |                        |                        |  |  |            |            |            |
|  | 3 de enero      | 3 de enero          | 3 de enero      | 2 | Green Bay Packers    | 22                   | 10 de enero      |                  |              |              |                        |                        |                        |  |  |            |            |            |
|  | 3 de enero      | 3 de enero          | 3 de enero      |   | 1                    | Seattle Seahawks     | 28               |                  |              |              |                        |                        |                        |  |  |            |            |            |
|  | 3 de enero      | 3 de enero          | 3 de enero      |   | 1                    | Seattle Seahawks     | 28               |                  |              |              |                        |                        |                        |  |  |            |            |            |
|  | 5               | Arizona Cardinals   | 16              |   |                      |                      |                  |                  |              |              |                        |                        |                        |  |  |            |            |            |
|  | 5               | Arizona Cardinals   | 16              | 4 | Carolina Panthers    | 17                   |                  |                  |              |              |                        |                        |                        |  |  |            |            |            |
|  | 4               | Carolina Panthers   | 27              | 4 | Carolina Panthers    | 17                   |                  |                  |              |              |                        |                        |                        |  |  |            |            |            |
|  | 4               | Carolina Panthers   | 27              | 1 | Seattle Seahawks     | 31                   |                  |                  |              |              |                        |                        |                        |  |  |            |            |            |
|  |                 |                     |                 | 1 | Seattle Seahawks     | 31                   |                  |                  |              |              |                        |                        |                        |  |  |            |            |            |

- Local en cada partido: El local en cada partido es el equipo mejor clasificado, el equipo de abajo en el cuadro, excepto en el Super Bowl que es un estadio neutral.

### Partidos
| Equipo visitante        | Marcador   | Equipo local         | Conf.      | Fecha        |
| Wild cards              | Wild cards | Wild cards           | Wild cards | Wild cards   |
| ----------------------- | ---------- | -------------------- | ---------- | ------------ |
| Arizona Cardinals       | 16-27      | Carolina Panthers    | NFC        | 3 de enero   |
| Baltimore Ravens        | 30-17      | Pittsburgh Steelers  | AFC        | 3 de enero   |
| Cincinnati Bengals      | 10-26      | Indianapolis Colts   | AFC        | 4 de enero   |
| Detroit Lions           | 20-24      | Dallas Cowboys       | NFC        | 4 de enero   |
| Partidos divisionales   |            |                      |            |              |
| Baltimore Ravens        | 31-35      | New England Patriots | AFC        | 10 de enero  |
| Carolina Panthers       | 17-31      | Seattle Seahawks     | NFC        | 10 de enero  |
| Dallas Cowboys          | 21-26      | Green Bay Packers    | NFC        | 11 de enero  |
| Indianapolis Colts      | 24-13      | Denver Broncos       | AFC        | 11 de enero  |
| Partidos de conferencia |            |                      |            |              |
| Green Bay Packers       | 22-28      | Seattle Seahawks     | NFC        | 18 de enero  |
| Indianapolis Colts      | 7-45       | New England Patriots | AFC        | 18 de enero  |
| Super Bowl XLIX         |            |                      |            |              |
| New England Patriots    | 28-24      | Seattle Seahawks     | AFC        | 1 de febrero |